# Musandam (półwysep)
Musandam (arab. جَزِيْرَة مُسَنْدَم, Raʾs Musandam) – drugorzędny półwysep we wschodniej części Półwyspu Arabskiego, w Omanie i Zjednoczonych Emiratach Arabskich, położony pomiędzy Zatoką Perską na zachodzie a Zatoką Omańską na wschodzie, oddzielony od Iranu cieśniną Ormuz. Ma około 150 km długości i do 150 km szerokości.
W zachodniej części półwyspu dominuje nizinny krajobraz pustyni piaszczystej, natomiast we wschodniej liczne formy krasowe. Najwyższym punktem półwyspu jest szczyt Dżabal al-Harim o wysokości 2087 m n.p.m. w górach Al-Hadżar. Góry na terenie półwyspu stromo opadają ku morzu, tworząc wyjątkowo surową i skalistą linię brzegową, co sprawia, że wody oblewające półwysep są niebezpiecznym miejscem dla żeglugi. Wzdłuż wybrzeża półwyspu występują rafy koralowe. Wyschnięte koryta rzek (wadi) na terenie półwyspu, które uformowały głębokie wąwozy w wyniku sporadycznych opadów, są żyzne i porośnięte roślinnością. Na niższych zboczach gór rosną dzikie drzewa oliwne, a na szczytach można znaleźć jałowce. Główne rośliny uprawiane na półwyspie to daktyle i warzywa.
Półwysep jest zamieszkany głównie przez Shihuh – społeczność rybaków i pasterzy, którzy prawdopodobnie wywodzą się od pierwotnych mieszkańców północnego Omanu. Zostali oni wyparci w góry w wyniku kolejnych inwazji muzułmańskich i portugalskich. Główną gałęzią przemysłu na półwyspie jest rybołówstwo, obejmujące m.in. zakłady przetwórstwa rybnego w miastach Chasab i Bayʿah. U zachodnich wybrzeży półwyspu znajdują się także złoża ropy naftowej.
Ze względu na strome ukształtowanie terenu, komunikacja odbywa się głównie drogą morską ze względu na brak dróg przecinających półwysep. W ramach Drugiego Planu Rozwoju (1981–1985) Sułtanat Omanu utworzył Komitet Rozwoju Musandamu, którego zadaniem było budowanie przystani rybackich, budowa tamy Khaṣab, magazynów żywności oraz realizacja projektu rozbudowy elektrowni w Bayʿah. Głównym ośrodkiem miejskim półwyspu jest Dibba – oaza położona na południowo-wschodnim wybrzeżu półwyspu, podzielona pomiędzy Oman i Zjednoczone Emiraty Arabskie.